# Alte Marienkirche (Süßen)

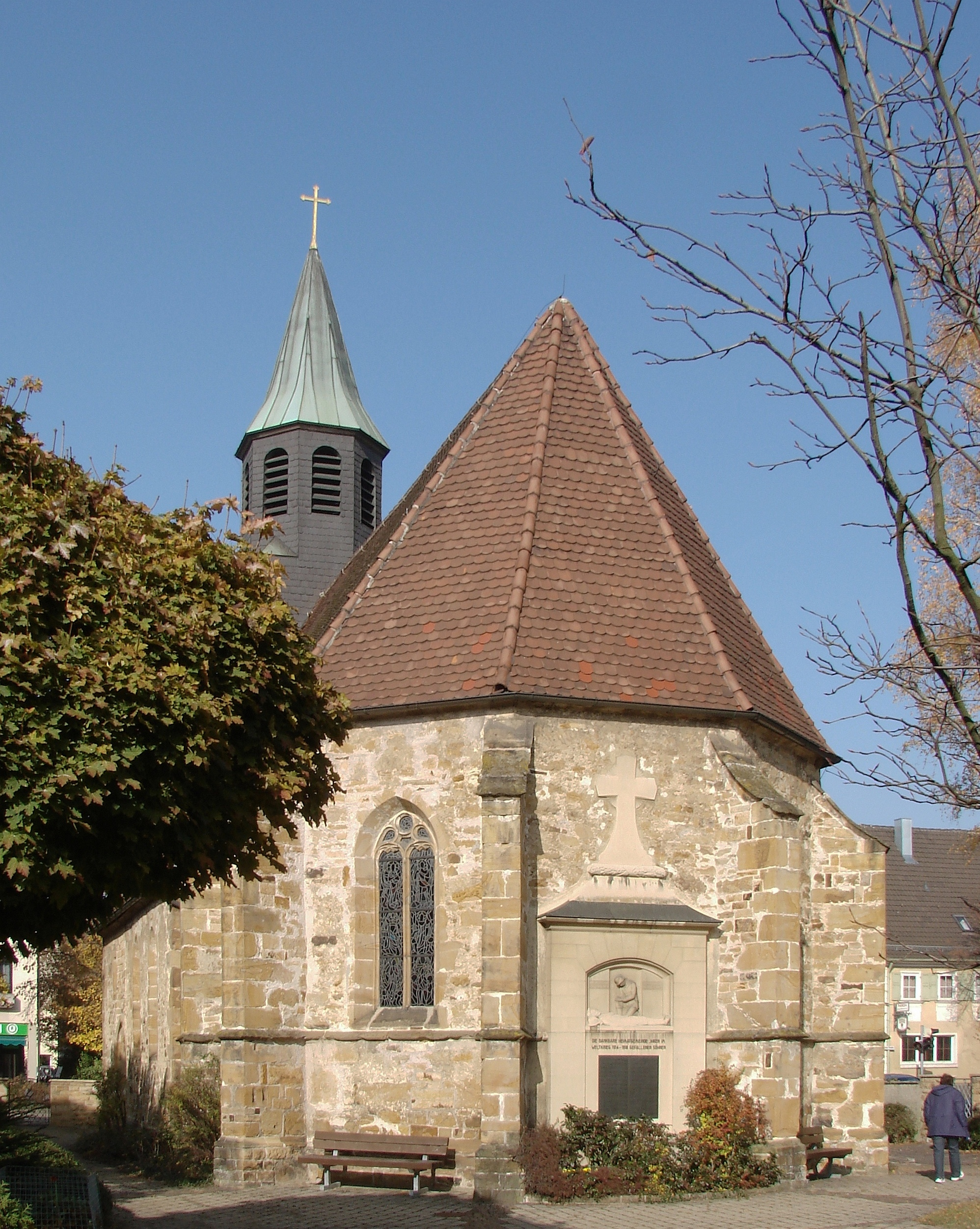
Alte Marienkirche in Süßen

Die römisch-katholische Alte Marienkirche ist ein geschütztes Kulturdenkmal der Nr. 099.002 nach dem Denkmalschutzgesetz. Sie steht in Süßen, einer Stadt im Landkreis Göppingen in Baden-Württemberg. Bis zur Einweihung der neuen Marienkirche in den 1920er Jahren war sie die Pfarrkirche von Süßen. Die Kirche gehört zum Dekanat Göppingen-Geislingen der Diözese Rottenburg-Stuttgart.

## Beschreibung

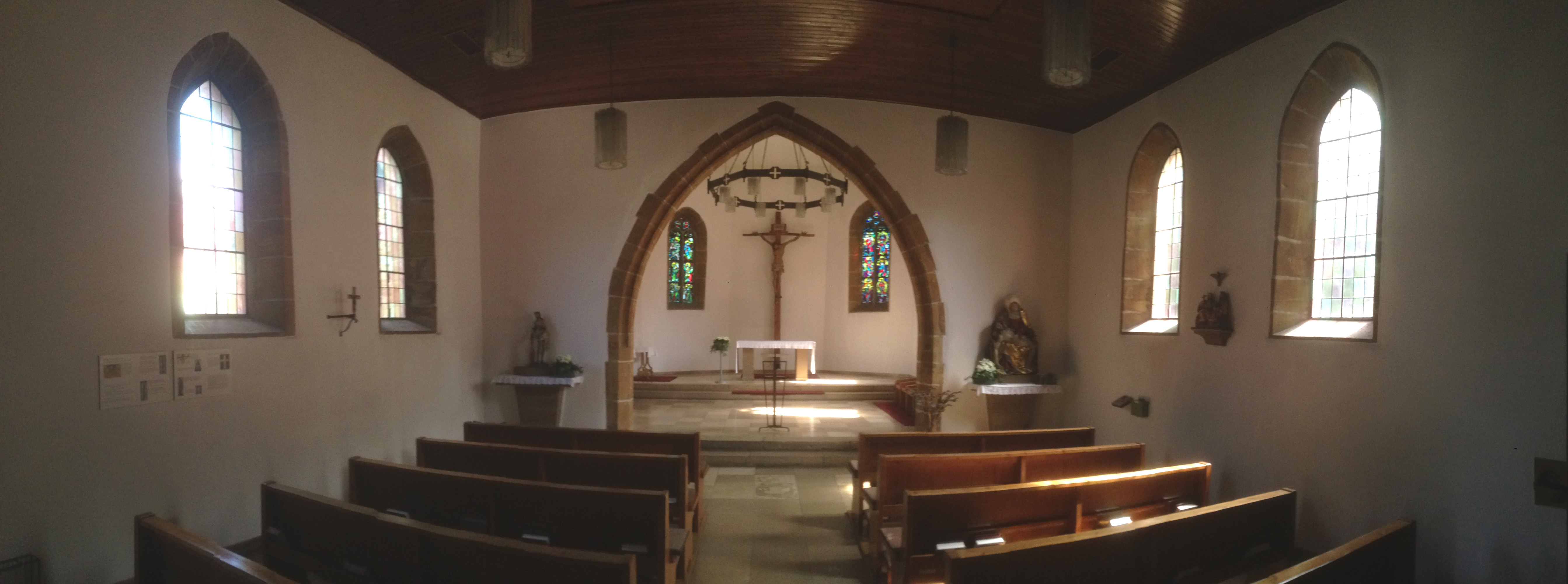
Blick zum Chor

Die Saalkirche besteht aus einem Langhaus und einem eingezogenen, dreiseitig geschlossenen, von Strebepfeilern gestützten Chor im Südosten. Aus dem Satteldach des Langhauses erhebt sich im Nordwesten ein quadratischer Dachreiter, dessen achteckiges Geschoss den Glockenstuhl mit zwei Kirchenglocken beherbergt, auf dem ein spitzer Helm sitzt. 
Die Glasmalereien links und rechts des Altars im Chor hat Albert Birkle 1956 geschaffen. Zur Kirchenausstattung gehört ein Kreuz in der Mitte hinter dem Altar, das eine Nachbildung aus dem Isenheimer Altar ist. Ein besonderes Kleinod ist ein romanisches Vortragekreuz aus dem 13. Jahrhundert an der linken Wand des Langhauses. Die Orgel wurde 1930 als Opus 103 von der Reiser Orgelbau errichtet.